# Monique Rabin
Pour les articles homonymes, voir Rabin (homonymie).
Monique Rabin, née le 2 juillet 1954 à Laval (Mayenne), est une femme politique française, députée de la Loire-Atlantique sous l'étiquette du Parti socialiste de 2012 à 2017. Elue au conseil municipal de Saint-Philbert-de-Grand-Lieu de 2001 à 2020, elle a été maire de 2008 à 2014. Conseillère régionale en 2004, elle fut vice-présidente du Conseil régional des Pays de la Loire de 2004 à 2012.

## Biographie

### Activités professionnelles
Cadre de la fonction publique territoriale, elle exerce au syndicat départemental d’eau potable de Loire Atlantique, à la mairie de Nantes, à la ville de Rennes, et sur mise à disposition, au Conseil de Paris. Au cours de sa carrière, elle a également travaillé à la Chambre Régionale des Comptes des Pays de la Loire (1994-1997).
Monique Rabin fut, avant d'exercer des fonctions électives, collaboratrice d'Edmond Hervé, député d'Ille-et-Vilaine, et maire de Rennes pendant 12 ans.

### Engagements politiques
Monique Rabin adhère au Parti socialiste (PS) en 1998, créant une section sur le canton de Saint-Philbert-de-Grand-Lieu. Elle dira publiquement à de nombreuses reprises, que le fondement de son engagement a reposé sur 3 piliers : ses liens et sa formation auprès d’Edmond Hervé, la confusion politique engendrée par l’élection de Stéphan Beaugé, comme conseiller départemental de Loire-Atlantique en 1998, saluée à la fois par une droite extrême et une certaine gauche, et enfin un sentiment de redevabilité vis-à-vis de la société après le long parcours de survie de son conjoint grâce au service public hospitalier.

### Fonctions électives

#### Maire
À partir de 2008 et jusqu'en 2014, elle fut maire de la commune de Saint-Philbert-de-Grand-Lieu, en Loire-Atlantique). C'est la première femme et première édile de gauche depuis la création de la commune. Son élection a donné lieu à un épisode politico-médiatique unique dans le Pays de Retz : Monique Rabin a été élue Maire de Saint-Philbert-de-Grand-Lieu en mars 2008 avec seulement deux voix d'avance sur le maire sortant Yvonnick Gilet (DVD-UMP) qui n'a pas demandé le recomptage des voix. Un recours en annulation a pourtant été immédiatement déposé par Yvonnick Gilet et ses colistiers auprès du tribunal administratif de Nantes. Sur l'ensemble des griefs déposés par M. Gilet, neuf ont été rejetés par le commissaire du Gouvernement. Le seul point qui pouvait conduire à l'annulation du scrutin du 9 mars portait sur des anomalies dans la prise en compte des bulletins blancs ou nuls sur les procès verbaux. Erreurs relevées notamment dans le bureau de vote n°5, présidé par un colistier de M. Gilet. La gestion de ce bureau de vote ayant été qualifiée de « catastrophique » par le tribunal. Paradoxe de cette affaire, que n'a pas manqué de souligner le commissaire du Gouvernement : « Si ce recours déposé par M. Gilet aboutit à l'annulation de l'élection, ce sera à cause d'erreurs dont ses adjoints et/ou colistiers sont, semble-t-il, à l'origine en tant que présidents ou assesseurs des bureaux de vote ». Les élections du 9 mars 2008 ont donc été annulées par décision du tribunal administratif en raison d'erreurs d'émargements concernant les bulletins nuls. Les nouvelles élections qui se sont déroulées le 29 juin 2008 ont vu la victoire de la liste conduite par Monique Rabin (59,23 %, soit 2 311 voix) face à celle de Yvonnick Gilet (40,77 %, soit 1 591 voix).
En mars 2014, Monique Rabin, candidate à sa succession à la mairie de Saint-Philbert-de-Grand-Lieu, est battue par Stéphan Beaugé, conseiller municipal UMP depuis 1998 et ancien colistier d'Yvonnick Gilet en 2008.

#### Elue régionale
Conseillère régionale en 2004, elle devient 2ème vice présidente en 2010. Chargée de l'Europe et de l'international, elle participe à la création à Bruxelles d’un bureau commun des régions Bretagne, Pays de la Loire, et Poitou-Charente afin de faciliter l’accès des citoyens, entreprises et étudiants aux politiques européennes. Chargée également des politiques d’export et des relations avec les chambres consulaires, elle met au point un dispositif de soutien aux Volontaires Internationaux en Entreprises (VIE) permettant aux entreprises de se développer sur le marché international et de procurer une expérience aux étudiants.
Chargée de la mobilité des étudiants et apprentis. Elle crée Envoléo, une bourse pour tous les étudiants en mobilité, avec un dispositif d’accompagnement renforcé en 2010, en direction des étudiants boursiers et handicapés.
Devenue députée le 19 juin 2012, elle démissionne de ses fonctions le 1er juillet 2012.

#### Députée
A la 3ème tentative (2002, 2007 et 2012), Monique Rabin est élue députée à l’Assemblée Nationale le 17 juin 2012, dans la neuvième circonscription de la Loire-Atlantique, où elle succède à Philippe Boënnec (député sortant UMP) en le battant avec 53,26 % des voix. C’est la première femme à avoir occupé cette fonction et c’est aussi la première personnalité étiquetée à gauche dans cette circonscription.
Membre de la Commission des finances, de l'économie générale et du contrôle budgétaire de l'Assemblée nationale sous la XIVe législature, elle est rapporteure spéciale du budget chargée du commerce extérieur s’appuyant sur son expertise acquise au Conseil régional.
A côté de ce rôle très spécifique de rapporteure spéciale du budget, elle rend avec Eric Staumann et Eric Woerth, un rapport d’information (n°2108) en conclusion d’une mission d’évaluation et de contrôle sur la fiscalité des hébergements touristiques, prémices d’un combat sur la taxation des locations type AIRBNB.
En septembre 2015, désireuse de remettre à leur juste place les corps intermédiaires,  elle est à l’initiative d’un rapport n°3064 sur les chambres consulaires, leurs missions et leurs financements avec Catherine Vautrin, députée Les Républicains.
Elle a également été nommée membre de la Commission spéciale chargée d'examiner le projet de loi pour la croissance, l'activité et l'égalité des chances économique, porté par Emmanuel Macron, alors Ministre de l’économie. Défendant certains articles comme l’évolution des missions et la structuration des offices notariaux, elle a combattu le travail du dimanche et l’article 48 qui, selon elle, engageait à terme une privatisation du sang contraire à l’éthique française.
Au cours de la législature, en compagnie d’Eva Sas (EELV), elle tente d’imposer les nouveaux indicateurs de richesse, c’est-à-dire que soit évaluée la loi de finances à partir d’indicateurs sociaux et environnementaux partagés et mesurables à partir d’un rapport du gouvernement présenté chaque année en préalable de la discussion de la loi de Finances au même titre que le cadrage traditionnel du budget à l’appui de données comme le PIB. Cette proposition n’a pas eu l’écho escompté.
Sans être « frondeuse », elle prend progressivement une certaine indépendance vis-à-vis de son groupe politique : taxation des transactions financières pour financer de la loi croissance et activité l’aide au développement, combat contre la privatisation du laboratoire français du sang, intervention contre les tests osseux et gynécologiques infligés aux mineurs étrangers pour déterminer leur statut, combat contre la loi travail et la déchéance de nationalité. En fin de législature, elle interpelle le gouvernement sur les perturbateurs endocriniens et les néonicotinoïdes.
En circonscription, adepte d’une démocratie continue, elle réunit les électeurs chaque année pour un bilan de son action. Quatre fois par an, elle se déplace à l’occasion d’une "journée territoire" mettant en valeur les acteurs associatifs, économiques et politiques. De plus, Monique Rabin a organisé plusieurs débats en circonscription, notamment un sur la loi pour le mariage pour tous, à Machecoul.
Elle intervient en soutien de l’accueil des migrants à Saint-Brévin-les-Pins en 2016. Ce soutien lui vaudra, comme à ses collaboratrices, des attaques répétées, des menaces de mort… De même, elle accueille à l’Assemblée Nationale un groupe des gens du voyage dans le cadre de ses engagements d’ouvrir à tous et toutes le siège de la République. Cet accueil lui valut de nombreuses critiques.
L'originalité de son mandat à l'Assemblée Nationale est d'avoir voulu se former en permanence, par immersion, aussi bien en passant 3 jours parmi les gendarmes, en découvrant toutes les facettes du métiers, que chez un paludier, ou dans au Port à sec de Saint-Brévin,. Elle a également fait 2 journées en immersion au tribunal de grandes instances de Nantes, découvrant l'implication des magistrats et greffiers face au manque de moyens.
Certains des combats de Monique Rabin n'ont pas abouti, comme l’instauration d’une réserve naturelle en bord de Loire, l’augmentation des moyens pour l’hôpital de Paimboeuf, et le soutien accru aux emplois des personnes handicapées dans les entreprises adaptées.
Candidate à sa réélection à la députation, elle est battue dès le premier tour le 11 juin 2017, ne réunissant que 13,3 % des suffrages exprimés et 7 % des inscrits, derrière Yannick Haury (LREM, 36,9 % des suffrages exprimés) et Claire Hugues (LR, 15,27 % des suffrages exprimés). Élu au deuxième tour le 17 juin 2017 avec 65 % des voix, Yannick Haury lui succède à l'Assemblée Nationale.
Aux élections présidentielles de 2017, elle soutient ardemment Benoît Hamon, alors que, déçue par son mandat, avec un regard critique sur l’incapacité des députés à agir,, et par la non prise en compte des évènements comme « nuit debout, » signe d’une démocratie abîmée, elle avait quitté le Parti socialiste.

#### Retrait de la vie politique
Adhérente de Place publique depuis 2018, Monique Rabin y est co-animatrice du pôle des élu-es, investie dans la transmission de valeurs et de pratiques politiques. Elle s’est engagée pour un candidat unique de toute la gauche aux élections législatives 2022 qui ont vu la réélection de Yannick Haury (Renaissance).

## Récapitulatif des mandats
- Députée de la 9e circonscription de la Loire-Atlantique de 2012 à 2017.
- Maire de Saint-Philbert-de-Grand-Lieu de 2008 à 2014.
- Conseillère régionale des Pays de la Loire de 2004 à 2012.
- Vice-présidente du conseil régional des Pays de la Loire de 2010 à 2012.
- Membre du conseil municipal de Saint-Philbert-de-Grand-Lieu de 2001 à 2020.